# Rosarium Wilhelmshaven

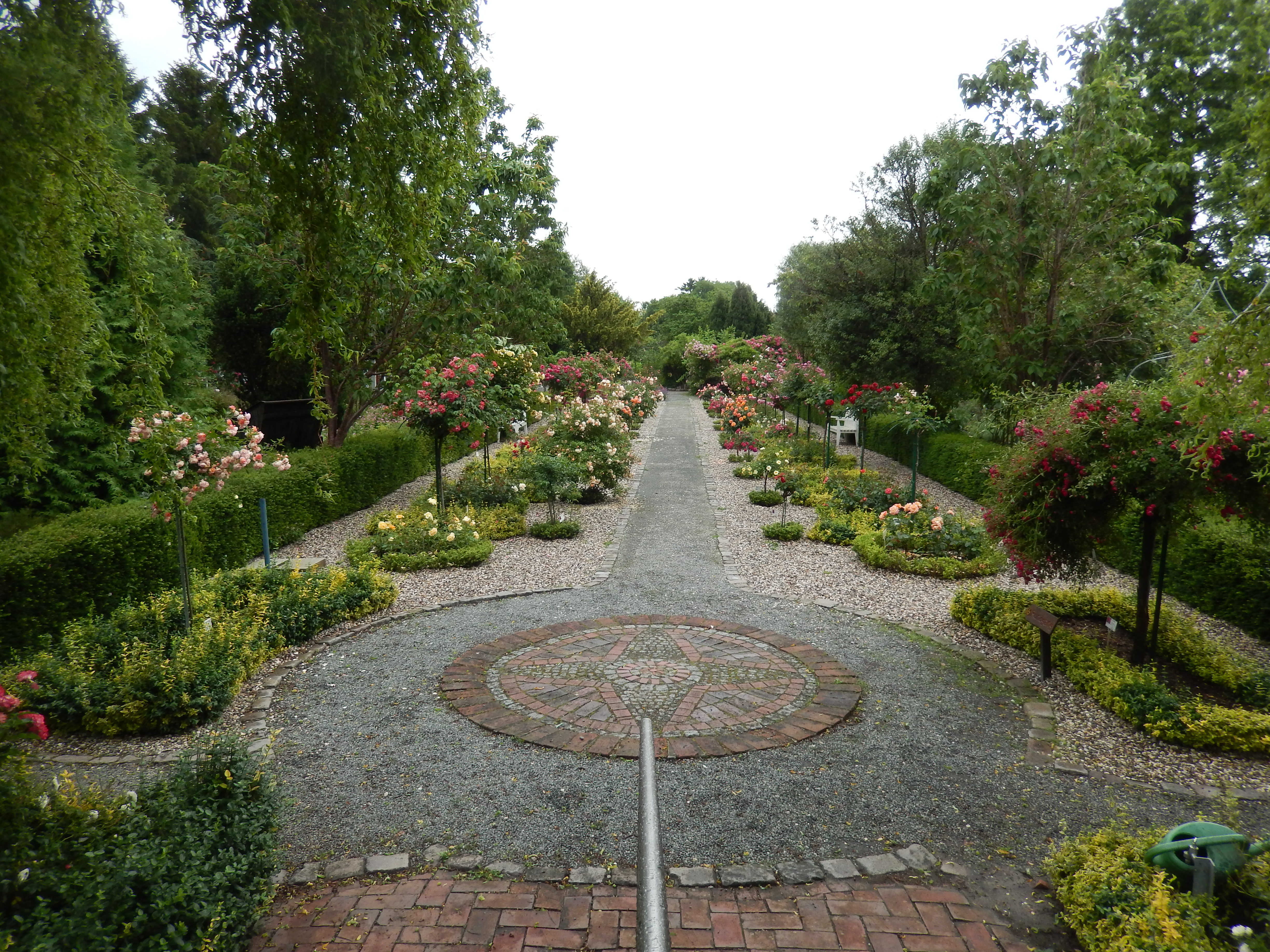
Weg im Rosarium

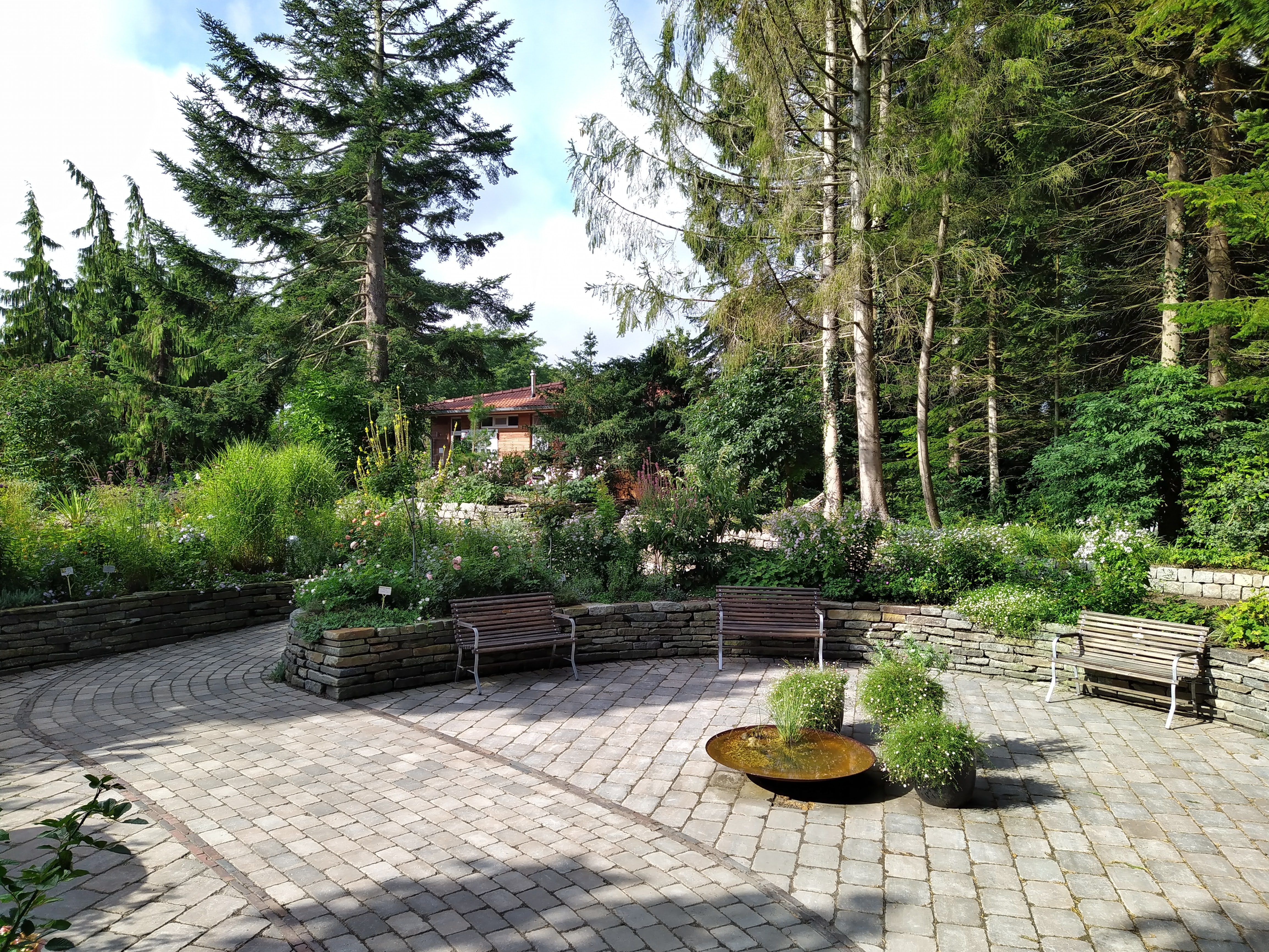
Sitzgruppe im Rosarium

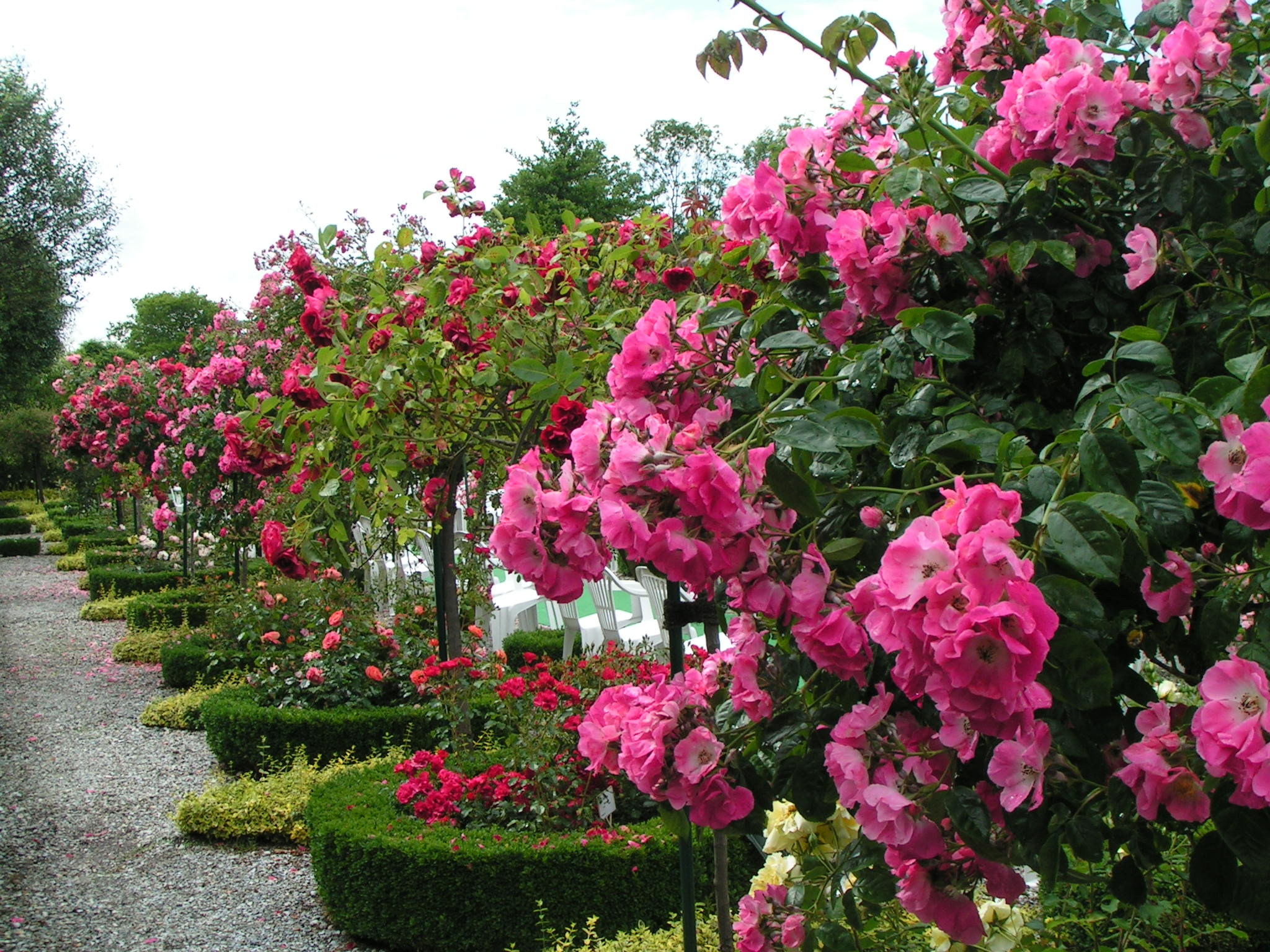
Rosenpflanzen

Das Rosarium Wilhelmshaven ist ein Rosarium in der niedersächsischen Stadt Wilhelmshaven im Stadtteil Rüstringer Stadtpark. Es zeigt mehr als 5000 Rosen aus über 500 Sorten und ist von Mai bis Oktober geöffnet.

## Geschichte
Das Gelände war zunächst ein Lehrgarten der Stadtgärtner in Wilhelmshaven. Im Jahr 2002 wurde ein Förderverein gegründet, und schon bald wurde das Gelände öffentlich zugänglich. Eine „Harzburger Hütte“ entstand im Jahr 2004, im Jahr 2014 wurde der Rosenpavillon (Rosenhaus) fertig gestellt, in dem z. B. Trauungen möglich sind.
Dem Rosarium benachbart sind der Botanische Garten und der Stadtpark.